# Beovoz

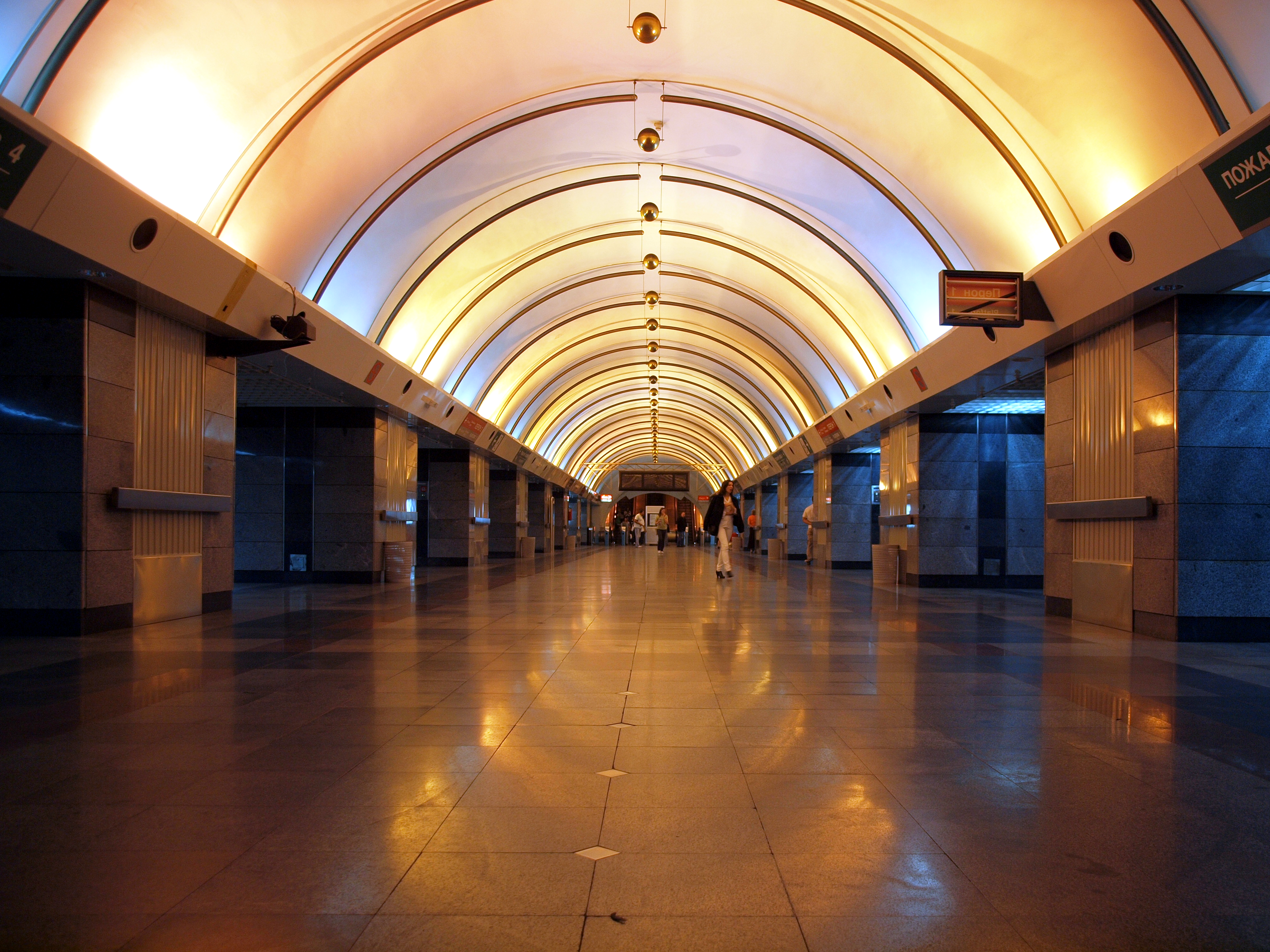
Підземна станція Вуков Споменик

Беовоз — це система приміських електричок, котра надає послуги громадського транспорту в межах Белграду в Сербії. Зараз система використовується більшою мірою для сполучення передмістя та центром Белграда. Беовоз підпорядковується Сербській залізниці.
Система приміських електричок Белграда також сполучає передмістя із найближчими містами на захід, північ та південь від міста.

## Історія
Система громадського транспорту Беовоз вперше почала функціонувати в 1992 році, під час розпаду Югославії.

## Пасажиропотік
У 2006 році Беовоз перевіз 6 182 000 пасажирів. У 2007 році очікується, що у 2007 пасажиропотік збільшиться до 7 078 000 пасажирів.

## Зона обслуговування

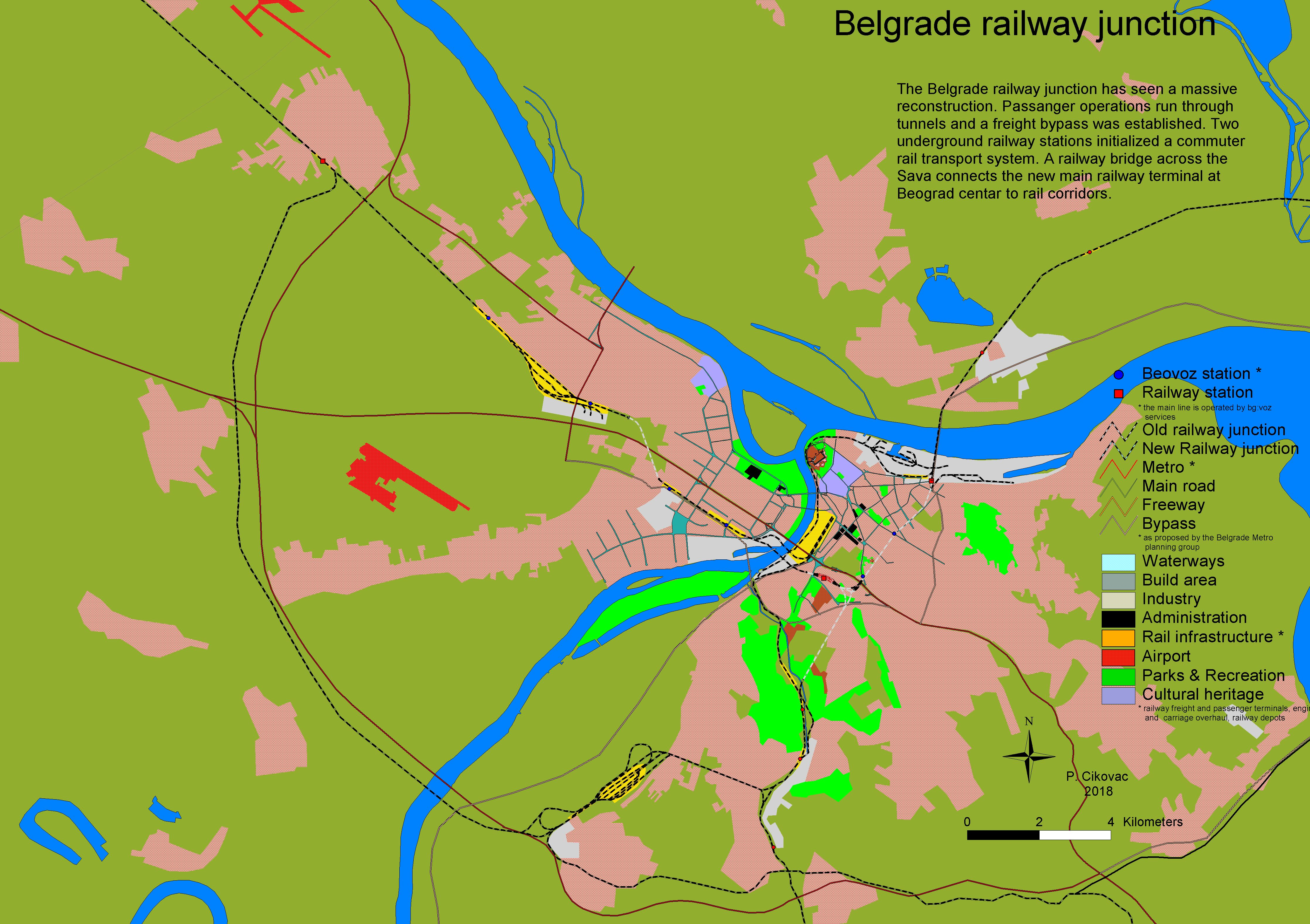
Громадський транспорт у Белграді. Об'їзні шляхи, залізничні вузли та мости через Саву та Дунай є або у процесі будівництва, або в генеральному плані забудови. Запропоновані лінії метрополітену базуються на остаточному плані будівництва метро від 1982 року, запропонованому Белградською спілкою метробудівників. Системи громадського транспорту Беовоз та Bg: voz функціонують через тунелі.

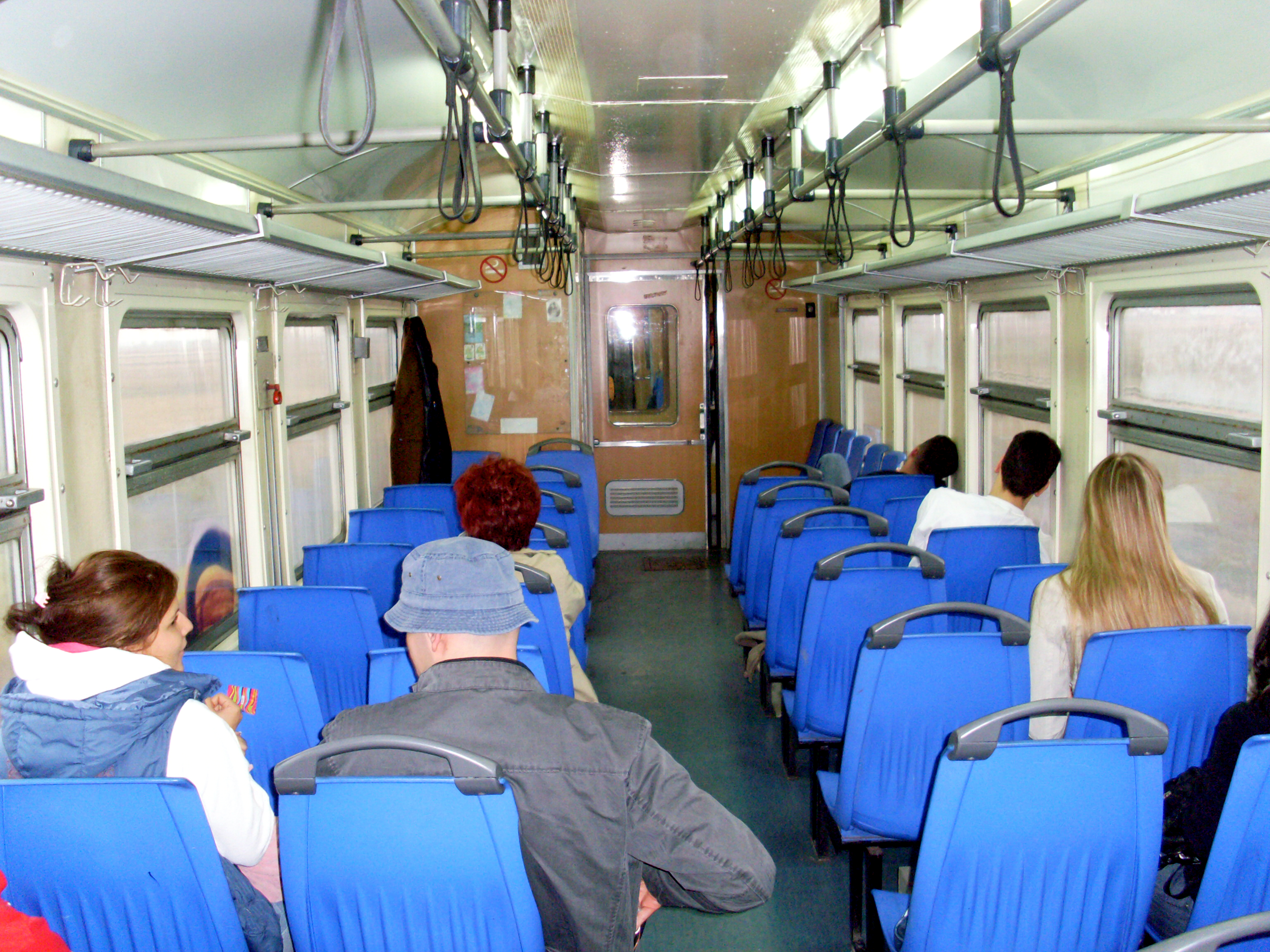
Всередині салону Беовозу

Белградська мережа підземної залізниці налічує чотири лінії:
- Инђија — Нови Београд — Вуков Споменик — Панчево Војловица
- Велика Плана — Раковиця — Нови Београд — Земун — Инђија
- Младеновац[en] — Рипањ — Раковиця — Вуков Споменик — Панчево Војловица
- Валєво — Раковиця — Вуков Споменик — Панчево Војловица

Більшість станцій є наземними. Дві станції, побудовані під землею (Вуков Споменик та Карађорђев Парк) знаходяться в центрі міста.